# Ramaria subviolacea
Ramaria subviolacea är en svampart som beskrevs av R.H. Petersen & Scates 2000. Ramaria subviolacea ingår i släktet Ramaria och familjen Gomphaceae.   Inga underarter finns listade i Catalogue of Life.